# Пеши, Джо
Джозеф Фрэнк (Джо) Пеши (англ. Joseph Frank (Joe) Pesci; род. 9 февраля 1943, Ньюарк, Нью-Джерси, США) — американский актёр, комик и певец. Наибольшую известность получил благодаря многолетнему сотрудничеству с Мартином Скорсезе в фильмах «Бешеный бык» (1980), «Славные парни» (1990), «Казино» (1995) и «Ирландец» (2019).
Роль Томми Девито в «Славных парнях» принесла Пеши премию «Оскар» в категории «Лучший актёр второго плана»; за роль в «Бешеном быке» он был отмечен премией BAFTA как лучший новичок.
Среди других ярких работ актёра — рождественские комедии «Один дома» и «Один дома 2: Потерявшийся в Нью-Йорке», криминальная драма «Однажды в Америке», оскароносная кинокомедия «Мой кузен Винни» и серия фильмов «Смертельное оружие». Пеши также является прообразом персонажа Поли из компьютерной игры Mafia: The City of Lost Heaven, получившей широкую популярность и «культовый» статус.

## Биография
Джо Пеши родился 9 февраля 1943 года в Ньюарке, штат Нью-Джерси, в семье парикмахера Мэри и водителя Анджело, которые оба были выходцами из Италии. В 5-летнем возрасте впервые сыграл в театре.
Первую значимую роль сыграл в 1976 году в низкобюджетном криминальном фильме «Коллекционер смертей», где также играл Фрэнк Винсент, в будущем неоднократно сотрудничавший с Пеши. Работа в «Коллекционере смертей» была замечена Мартином Скорсезе, который пригласил Джо на одну из главных ролей в своём новом фильме. После роли брата боксёра Джоуи Ламотты в фильме Мартина Скорсезе «Бешеный бык» (1980) Пеши получил премию BAFTA в категории «Лучший новичок». За эту роль актёр также был номинирован на премию «Оскар». В 1990 году Пеши прославился на весь мир, сыграв гангстера Томми Девито в фильме Мартина Скорсезе «Славные парни». За роль Девито актёр получил первый «Оскар».
Впоследствии Пеши появлялся в таких известных фильмах, как «Один дома», «Один дома 2: Потерявшийся в Нью-Йорке», «Джон Ф. Кеннеди. Выстрелы в Далласе», «Смертельное оружие 2», «Смертельное оружие 3», «Смертельное оружие 4», «Мой кузен Винни», «Бронксская повесть» и «Казино».
В 1999 году 56-летний Пеши объявил о завершении актёрской карьеры с тем, чтобы уделять больше времени музыке. После этого Пеши лишь четырежды появлялся на экране: в 2006 году он исполнил камео в фильме своего друга Роберта Де Ниро «Ложное искушение», в 2010 году Пеши снялся в фильме «Ранчо любви», а в 2017 году стало известно, что Пеши вновь сыграет в фильме Скорсезе «Ирландец». При этом сообщалось, что Джо много раз отказывался от роли в «Ирландце», ссылаясь на то, что не хочет играть в очередном фильме про гангстеров. В итоге Мартину Скорсезе и Роберту Де Ниро всё же удалось уговорить своего друга появиться на экране в роли мафиози Рассела Буфалино.
В 2023 году актёр снялся в своём первом сериале за 37 лет «Ничегошеньки».

### Личная жизнь
Пеши был женат трижды. Первый раз он женился в 1964 году.
С 1988 по 1992 год Джо Пеши был женат на Клаудии Марте Харо. У них есть дочь Тиффани. В июле 2007 года 64-летний актёр встречался с 37-летней моделью Энджи Эверхарт. Они разорвали отношения в августе 2008 года.
Во время съемок в фильмах Скорсезе «Бешеный бык» (1980) и «Казино» (1995) Пеши ломал одно и то же ребро[какое?].

## Фильмография
| Год  |     | Русское название                      | Оригинальное название                  | Роль             |
| ---- | --- | ------------------------------------- | -------------------------------------- | ---------------- |
| 1961 | ф   | Эй, давай-ка твист                    | Hey, Let's Twist                       | танцор           |
| 1966 | с   | Шоу Люси                              | The Lucy Show                          | главный музыкант |
| 1976 | ф   | Коллекционер смертей                  | The Death Collector                    | Джо              |
| 1980 | ф   | Бешеный бык                           | Raging Bull                            | Джоуи Ламотта    |
| 1982 | ф   | Танцую так быстро, как могу           | I'm Dancing as Fast as I Can           | Роджер           |
| 1982 | ф   | Дорогой мистер Вандерфул              | Dear Mr. Wonderful                     | Руби Деннис      |
| 1983 | ф   | Эврика                                | Eureka                                 | Маяковский       |
| 1983 | ф   | Лёгкие деньги                         | Easy Money                             | Никки Сероне     |
| 1984 | ф   | Однажды в Америке                     | Once Upon a Time in America            | Фрэнки Манольди  |
| 1984 | ф   | Всех за решётку                       | Tutti dentro                           | Коррадо Паризи   |
| 1985 | мтф | Половина Нельсона                     | Half Nelson                            | Рокки Нельсон    |
| 1987 | ф   | Смерть телохранителя                  | Man on Fire                            | Дэвид            |
| 1988 | ф   | Лунная походка                        | Moonwalker                             | мистер Биг       |
| 1988 | ф   | Легендарная жизнь Эрнеста Хемингуэя   | The Legendary Life of Ernest Hemingway | Джон Дос Пассос  |
| 1989 | ф   | Смертельное оружие 2                  | Lethal Weapon 2                        | Лео Гетц         |
| 1990 | ф   | Отступник                             | Catchfire                              | Лео Карелли      |
| 1990 | ф   | Свадьба Бетси                         | Betsy's Wedding                        | Оскар Хеннер     |
| 1990 | ф   | Славные парни                         | Goodfellas                             | Томми Девито     |
| 1990 | ф   | Один дома                             | Home Alone                             | Гарри Лайм       |
| 1991 | ф   | Смотритель                            | The Super                              | Луи Критский     |
| 1991 | ф   | Джон Ф. Кеннеди. Выстрелы в Далласе   | JFK                                    | Дэвид Ферри      |
| 1992 | ф   | Мой кузен Винни                       | My Cousin Vinny                        | Винни Гамбини    |
| 1992 | ф   | Смертельное оружие 3                  | Lethal Weapon 3                        | Лео Гетц         |
| 1992 | с   | Байки из склепа                       | Tales from the Crypt                   | Вик / Джек       |
| 1992 | ф   | Фотограф                              | The Public Eye                         | Леон Бернстайн   |
| 1992 | ф   | Один дома 2: Потерявшийся в Нью-Йорке | Home Alone 2: Lost in New York         | Гарри Лайм       |
| 1993 | ф   | Бронксская повесть                    | A Bronx Tale                           | Кармайн          |
| 1994 | ф   | Джимми-Голливуд                       | Jimmy Hollywood                        | Джимми Альто     |
| 1994 | ф   | С почестями                           | With Honors                            | Саймон Уайлдер   |
| 1995 | ф   | Казино                                | Casino                                 | Никки Санторо    |
| 1997 | ф   | 8 голов в одной сумке                 | 8 Heads in a Duffel Bag                | Томми            |
| 1997 | ф   | На рыбалку                            | Gone Fishin'                           | Джо Уотерс       |
| 1998 | ф   | Смертельное оружие 4                  | Lethal Weapon 4                        | Лео Гетц         |
| 2006 | ф   | Ложное искушение                      | The Good Shepherd                      | Джозеф Пальми    |
| 2010 | ф   | Ранчо любви                           | Love Ranch                             | Чарли Бонтемпо   |
| 2019 | ф   | Ирландец                              | The Irishman                           | Рассел Буфалино  |
| 2023 | с   | Ничегошеньки                          | Bupkis                                 | Джо Ларокка      |

## Дискография
- Little Joe Sure Can Sing! (1968) (Brunswick Records)
- Vincent LaGuardia Gambini Sings Just for You (1998) (Columbia Records)
- Pesci... Still Singing (2019) (BMG Rights Management)

## Премии и награды

### Номинации
- 1981:
  - Премия «Золотой глобус» за лучшую мужскую роль второго плана (фильм «Бешеный бык»)
  - Номинация на премию «Оскар» за лучшую мужскую роль второго плана (фильм «Бешеный бык»)
- 1991 — Премия «Оскар» за лучшую мужскую роль второго плана (фильм «Славные парни»)
- 1993 — Премия MTV Movie Awards за лучшее комедийное исполнение (фильм «Мой кузен Винни»)
- 1996 — Премия MTV Movie Awards за лучшее исполнение роли злодея (фильм «Казино»)
- 1999 — Премия «Золотая малина» за худшую мужскую роль второго плана (фильм «Смертельное оружие 4»)
- 2020:
  - Премия «Золотой глобус» за лучшую мужскую роль второго плана (фильм «Ирландец»)
  - Номинация на премию «Оскар» за лучшую мужскую роль второго плана (фильм «Ирландец»)

### Награды
- 1980 — Премия Национального совета кинокритиков США за лучшую мужскую роль второго плана (фильм «Бешеный бык»)
- 1981 — Премия Национального общества кинокритиков США за лучшую мужскую роль второго плана
- 1982 — Премия BAFTA лучшему актёру, дебютирующему в главной роли
- 1990 — Премия Национального совета кинокритиков США за лучшую мужскую роль второго плана (фильм «Славные парни»)
- 1991 — Премия «Оскар» за лучшую мужскую роль второго плана (фильм «Славные парни»)
- 1993 — Американская комедийная премия за лучшее комедийное исполнение мужской главной роли (фильм «Мой кузен Винни»)

## Цитаты
Джордж Карлин на своём выступлении в Нью-Йорке «Вы все больны» в 1999 году отметил, что он молится Джо Пеши, — своему хорошему другу, — потому что «он хороший актёр» и потому что «похож на парня, который доводит дело до конца».

Фактически, Джо Пеши смог то, что не смог Бог. Много лет я молил Бога сделать что-нибудь с соседом и его дебильной собакой. Джо Пеши успокоил этого козла за один визит! Чего только не добьешься с помощью бейсбольной биты.